# SV Henstedt-Ulzburg
SV Henstedt-Ulzburg is een Duitse voetbalclub uit Henstedt-Ulzburg, Sleeswijk-Holstein.
De club werd in 1963 opgericht als Sportverein Henstedt-Rhen, maar ging na een fusie met de clubs FC Union Ulzburg en MTV Henstedt door onder de huidige naam. Het is een vereniging met verschillende sportclubs, zoals atletiek, tafeltennis, handbal, tennis en voetbal. In 2013 degradeerde de voetbalafdeling uit de Schleswig-Holstein-Liga, de Duitse vijfde klasse, maar kon na één seizoen terugkeren. In 2016 degradeerde de club opnieuw.